# Esbo kyrkliga samfällighet
Esbo kyrkliga samfällighet (finska: Espoon seurakuntayhtymä) är den andra största kyrkliga samfälligheten i Finland. Dess församlingar har tillsammans cirka 165 530 medlemmar vilket är bara cirka 57 procent av stadens invånarantal. Församlingar och samfällighetens kanslier har över 600 anställda.
Samfälligheten bildas av Esbo domkyrkoförsamling, Esbovikens församling, Olars församling, Hagalunds församling, Alberga församling och Esbo svenska församling.
Esbo kyrkliga samfällighets ämbetsverk lyder under gemensamma kyrkorådet och sköter församlingarnas ekonomi, fastigheter och begravningsplatser, personalärenden, kommunikation och dataförvaltning. Dessutom ansvarar samfälligheten för servicecentralens verksamhet. Samfälligheten sköter också ärenden som berör församlingsarbetet: familjerådgivning, sjukhussjälavård, specialdiakoni och arbetet i läroanstalter.
Esbo kyrkliga samfällighet publicerar den finskspråkiga tidningen Kirkko ja kaupunki (svenska: Kyrkan och staden) som delas ut till alla medlemshushåll.